# Favolaschia
Favolaschia is een geslacht van schimmels behorend tot de familie Mycenaceae. De typesoort is Favolaschia gaillardii.

## Soorten
Volgens Index Fungorum telt dit geslacht 106 soorten:
| Soortnaam                     | Auteur(s)                                       | Publicatiejaar |
| ----------------------------- | ----------------------------------------------- | -------------- |
| Favolaschia alsophilae        | Singer                                          | 1974           |
| Favolaschia amoene-rosea      | Henn.                                           | 1904           |
| Favolaschia andina            | Singer                                          | 1974           |
| Favolaschia antarctica        | (Speg.) Kuntze                                  | 1898           |
| Favolaschia aulaxina          | (Mont.) Singer                                  | 1969           |
| Favolaschia aurantiaca        | Singer                                          | 1974           |
| Favolaschia auriscalpium      | (Mont.) Henn.                                   | 1895           |
| Favolaschia austrocyatheae    | P.R. Johnst.                                    | 2006           |
| Favolaschia baumanniana       | Henn.                                           | 1897           |
| Favolaschia bibundensis       | Henn.                                           | 1895           |
| Favolaschia bispora           | Holterm.                                        | 1898           |
| Favolaschia brasiliensis      | Henn.                                           | 1897           |
| Favolaschia caespitosa        | (Berk.) Kuntze                                  | 1898           |
| Favolaschia cagnii            | Mattir.                                         | 1909           |
| Favolaschia calamicola        | Henn. & E. Nyman                                | 1899           |
| Favolaschia calocera          | R. Heim                                         | 1966           |
| Favolaschia cinereopruinosa   | (Kalchbr.) Kuntze                               | 1898           |
| Favolaschia cinnabarina       | (Berk. & M.A. Curtis) Pat.                      | 1900           |
| Favolaschia citrina           | Kobayasi                                        | 1982           |
| Favolaschia citrinella        | Henn.                                           | 1897           |
| Favolaschia congolensis       | (De Seynes) Pat.                                | 1928           |
| Favolaschia curtisii          | (Berk.) Kuntze                                  | 1898           |
| Favolaschia cyatheae          | P.R. Johnst.                                    | 2006           |
| Favolaschia dealbata          | Singer                                          | 1955           |
| Favolaschia decurrens         | (Berk. & M.A. Curtis ex Cooke) Kuntze           | 1898           |
| Favolaschia dumontii          | Singer                                          | 1974           |
| Favolaschia dybowskyana       | (Singer) Singer                                 | 1974           |
| Favolaschia echinata          | Singer                                          | 1951           |
| Favolaschia fendleri          | Singer                                          | 1974           |
| Favolaschia filopes           | Singer & O. Fidalgo                             | 1965           |
| Favolaschia flava             | (Bres.) Kuntze                                  | 1898           |
| Favolaschia frieseana         | Henn.                                           | 1895           |
| Favolaschia fujisanensis      | Kobayasi                                        | 1952           |
| Favolaschia furfurella        | Singer                                          | 1974           |
| Favolaschia gaillardii        | (Pat.) Pat.                                     | 1895           |
| Favolaschia gelatina          | Har. Takah. & Degawa                            | 2011           |
| Favolaschia gelatinosa        | Kuntze                                          | 1898           |
| Favolaschia goetzei           | Henn.                                           | 1900           |
| Favolaschia helena            | Otieno                                          | 1966           |
| Favolaschia heliconiae        | Singer                                          | 1974           |
| Favolaschia holtermannii      | Henn.                                           | 1898           |
| Favolaschia infundibuliformis | (Berk.) Kuntze                                  | 1898           |
| Favolaschia intermedia        | (Berk. & M.A. Curtis) Singer                    | 1974           |
| Favolaschia javanica          | Holterm.                                        | 1898           |
| Favolaschia keniae            | Otieno                                          | 1966           |
| Favolaschia kimakiensis       | Otieno                                          | 1966           |
| Favolaschia lamellosa         | Kuntze                                          | 1898           |
| Favolaschia lateritia         | Henn.                                           | 1895           |
| Favolaschia lauterbachii      | (Henn.) Kuntze                                  | 1898           |
| Favolaschia longipes          | (Berk.) Kuntze                                  | 1898           |
| Favolaschia lurida            | (Ces.) Kuntze                                   | 1898           |
| Favolaschia luteoaurantiaca   | Capelari, Karstedt & J.S. Oliveira              | 2014           |
| Favolaschia macropora         | K. Gillen                                       | 2012           |
| Favolaschia mainsii           | Singer                                          | 1974           |
| Favolaschia manipularis       | (Berk.) Teng                                    | 1963           |
| Favolaschia manjaniana        | Otieno                                          | 1966           |
| Favolaschia meridae           | Singer                                          | 1974           |
| Favolaschia micropus          | (Berk.) Kuntze                                  | 1898           |
| Favolaschia moelleri          | (Bres.) Singer                                  | 1974           |
| Favolaschia montana           | Singer                                          | 1974           |
| Favolaschia nigrostriata      | Henn. & E. Nyman                                | 1899           |
| Favolaschia nipponica         | Kobayasi                                        | 1952           |
| Favolaschia oligogloea        | Singer                                          | 1974           |
| Favolaschia oligopora         | Singer                                          | 1974           |
| Favolaschia pantherina        | Singer                                          | 1974           |
| Favolaschia papillata         | (Mont.) Kuntze                                  | 1898           |
| Favolaschia papuana           | Kobayasi                                        | 1982           |
| Favolaschia pegleri           | Parmasto                                        | 1999           |
| Favolaschia peziziformis      | (Berk. & M.A. Curtis) Kuntze                    | 1898           |
| Favolaschia pezizoidea        | (Berk. & M.A. Curtis) Pat.                      | 1892           |
| Favolaschia phyllostachydis   | Imazeki & Kobayasi                              | 1952           |
| Favolaschia pterigena         | Singer                                          | 1951           |
| Favolaschia puberula          | Singer                                          | 1974           |
| Favolaschia puiggarii         | (Speg.) Singer                                  | 1951           |
| Favolaschia pulverulenta      | Henn.                                           | 1897           |
| Favolaschia pustulosa         | (Jungh.) Kuntze                                 | 1898           |
| Favolaschia pygmaea           | (Speg.) Singer                                  | 1951           |
| Favolaschia reticulata        | (Berk. & Cooke) Kuntze                          | 1898           |
| Favolaschia roldana           | Pérez-Ram., Cifuentes, Cappello & Villarr.-Ord. | 2014           |
| Favolaschia rosea             | Henn.                                           | 1897           |
| Favolaschia roseogrisea       | Singer                                          | 1974           |
| Favolaschia rubra             | (Bres.) Kuntze                                  | 1898           |
| Favolaschia sabalensis        | (Charles) Singer                                | 1945           |
| Favolaschia sachalinensis     | Parmasto ex Singer                              | 1974           |
| Favolaschia sanguinea         | Henn.                                           | 1901           |
| Favolaschia selloana          | Henn.                                           | 1897           |
| Favolaschia singeriana        | Dennis                                          | 1952           |
| Favolaschia sprucei           | (Berk.) Singer                                  | 1945           |
| Favolaschia staudtii          | Henn.                                           | 1897           |
| Favolaschia subamyloidea      | Singer                                          | 1974           |
| Favolaschia subcaerulea       | (Berk. & M.A. Curtis) Kuntze                    | 1898           |
| Favolaschia subceracea        | (Henn.) Donk                                    | 1959           |
| Favolaschia subvelutina       | (Berk.) Kuntze                                  | 1898           |
| Favolaschia teapae            | Singer                                          | 1974           |
| Favolaschia testudinella      | (R.E. Fr.) Kuntze                               | 1898           |
| Favolaschia thwaitesii        | (Berk. & Broome) Kuntze                         | 1898           |
| Favolaschia tonkinensis       | (Pat.) Kuntze                                   | 1898           |
| Favolaschia torrendii         | (Lloyd) Singer                                  | 1974           |
| Favolaschia valparaisensis    | Henn.                                           | 1900           |
| Favolaschia varariotecta      | Singer                                          | 1945           |
| Favolaschia violascens        | Singer                                          | 1974           |
| Favolaschia viridula          | (Berk. & M.A. Curtis ex Cooke) Kuntze           | 1898           |
| Favolaschia volkensii         | (Bres.) Henn.                                   | 1895           |
| Favolaschia vulensis          | Otieno                                          | 1966           |
| Favolaschia zenkeri           | Henn.                                           | 1905           |
| Favolaschia zenkeriana        | (Singer) Singer                                 | 1974           |